# Protocol de Ginebra
|  | No s'ha de confondre amb Convencions de Ginebra. |

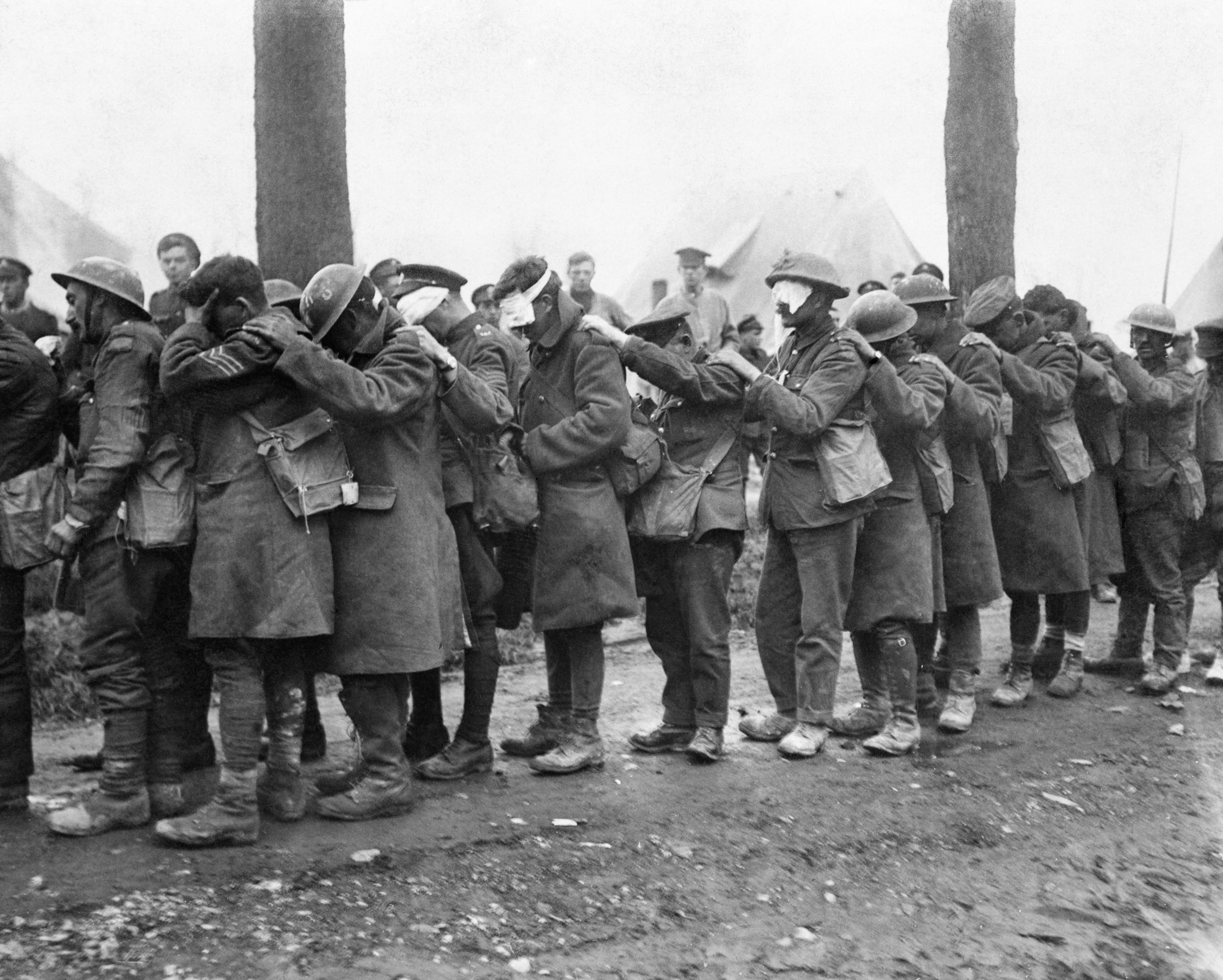
Soldats britànics cecs a causa de gas lacrimogen durant la batalla de Lys (10 d'abril de 1918), durant l'ofensiva alemanya a Flandes.

El Protocol per a la Prohibició de l'ús en guerra de gasos asfixiants, verinosos o altres, i dels mètodes bacteriològics de la guerra, generalment anomenat Protocol de Ginebra, és un tractat que prohibeix l'ús d'armes químiques i biològiques en els conflictes armats internacionals. Va ser signat a Ginebra (Suïssa) el 17 de juny de 1925, va entrar en vigor el 8 de febrer de 1928, i es va registrar a la sèrie de tractats de la Societat de Nacions el 7 de setembre de 1929. El Protocol de Ginebra és un protocol de la Convenció per a la Supervisió del Comerç Internacional d'Armes i Municions i en Implementacions de Guerra signada en la mateixa data i seguint els convenis de la Haia de 1899 i 1907.
Prohibeix l'ús de "gasos asfixiants, verinosos o altres, i de tots els líquids, materials o dispositius anàlegs" i "mètodes bacteriològics de guerra"; això s'entén avui dia com una prohibició general sobre armes químiques i armes biològiques, però no parla de producció, emmagatzematge o transferència. Tant la Convenció sobre Armes Biològiques de 1972 com la Convenció sobre Armes Químiques de 1993 van tractar aquests aspectes, però.
Els elements principals del Protocol de Ginebra són considerats per molts com a part del dret internacional consuetudinari.

## Prohibicions d'armes químiques
| Any  | Nom                                                                 | Efecte |
| ---- | ------------------------------------------------------------------- | --- |
| 1675 | Acord d'Estrasburg                                                  | El primer acord internacional que limitava l'ús d'armes químiques (bales de verí, en aquest cas).                                                     |
| 1874 | Convenció de Brussel·les sobre el Dret i Costums de guerra          | Va prohibir l'ús d'armes de verí o enverinades, però mai no va entrar en vigor.                                                                       |
| 1899 | 1a Conferència de Pau de la Haia                                    | Nacions europees van acordar abstenir-se de "l'ús de projectils l'objecte dels quals sigui la difusió de gasos asfixiants o nocius."                  |
| 1907 | 2a Conferència de Pau de la Haia                                    | La Conferència va afegir l'ús d'armes de verí o enverinades.                                                                                          |
| 1919 | Tractat de Versalles                                                | Va prohibir el gas verinós a Alemanya. |
| 1922 | Tractat amb relació a l'ús de submarins i gasos nocius en la guerra | Va fracassar perquè França va objectar a clàusules relacionades amb la guerra submarina.                                                              |
| 1925 | Protocol de Ginebra                                                 | Va prohibir l'"ús en guerra de gasos asfixiants, verinosos o altres, i de tots els líquids, materials o aparells anàlegs" i "mètodes bacteriològics". |
| 1972 | Convenció sobre Armes Biològiques                                   | No hi ha mecanisme de verificació, les negociacions d'un protocol per compensar aquesta manca van ser aturades pels Estats Units el 2001.             |
| 1993 | Convenció sobre Armes Químiques                                     | Prohibicions globals sobre desenvolupament, producció, emmagatzematge i ús d'armes químiques, amb terminis de destrucció.                             |
| 1998 | Estatut de Roma                                                     | Va fer que l'ús d'armes químiques en conflictes internacionals es considerés crim de guerra.                                                          |